# 赛马镇 (凤城市)
赛马镇，是中华人民共和国辽宁省丹东市凤城市下辖的一个乡镇级行政单位。

## 名称由来
明朝时于该地筑洒马吉堡，谐音赛马集，后简称赛马。

## 政区沿革
日伪时期赛马镇设赛马、双岭二村，由本溪县管辖。
1945年建赛马区，属赛马县。
1946年10月国民党进占时改建为凤城县赛马、双岭二乡。
1947年6月赛马地区解放后，恢复了赛马县赛马区。
1949年3月，撤销赛马县，赛马区划入凤城县。
1951年2月经凤城县委决定设立赛马区公所，下设16个村，改为第十二区。
1956年1月，凤城县委决定并区撤村划乡将爱阳、赛马两区并为赛马区。
1958年，将赛马、双岭、长山、武胜乡合并为赛马乡，同年9月改为赛马人民公社。
1983年改为赛马乡。
1984年经辽宁省人民政府批准改为赛马镇。

## 自然地理
赛马镇位于凤城市北部，东与爱阳镇相连，西部和北部与本溪满族自治县接壤，南与弟兄山镇为邻。
赛马镇地处丘陵山区，北高南低，群山环绕，境内和尚帽子山海拔1208米，是全市第一高峰。
该地属北温带季风性气候，四季分明，温度适宜。全年无霜期137天，最高气温33℃，最低气温-32℃，年平均气温6℃，年平均降水量800-1200mm。

## 人口面积
总人口32245人，总面积413.8平方公里。

## 经济结构
赛马镇是凤城市北部地区经济中心，以煤炭业、建材业、旅游业和商贸服务业为主导产业。

## 名胜古迹
蒲石河自然风景区位于赛马镇境内，该景区总面积为60.1平方公里，景区共有自然景点32处，其中主要景点有青水坊、鸳鸯湖、蛇地、蝴蝶谷、大小石湖、土湖、七十二道湖及金日成、杨靖宇抗联队伍活动的遗址红军洞等。
景区距本溪水洞45公里，关门山森林公园30公里，汤沟旅游度假村27公里，宽甸天华山森林公园40公里，形成了以本溪、赛马、宽甸一条以自然景观为主的旅游带。
1999年12月4日经辽宁省林业厅正式批准为省级森林公园。

## 行政区划
赛马镇下辖以下地区：
蒲石河社区、梨树沟社区、赛马村、双岭村、北岔路村、北庙村、干沟村、东甸村、幸福村、温洞村、红石村、武胜村、由家村和赫家窑村。